# Liberty Reservoir
Liberty Reservoir es un reservorio al oeste de Baltimore, Maryland; aproximadamente una milla al norte del área de McKeldin del Parque Estatal Patapsco Valley. Es propiedad del Departamento de Obras Públicas de la Ciudad de Baltimore, pero se encuentra fuera de la ciudad y divide los condados de Baltimore y Carroll.

## Historia
Estas 1,225 hectáreas fueron el antiguo emplazamiento de la ciudad de Oakland Mill y Melville Woolen Mills. El terreno fue comprado a la familia Melville en la década de 1930. Se corrió el rumor de que Oakland sería destruido, pero pocos se fueron. Finalmente se hizo un anuncio en 1942 de que se construiría un depósito, pero en realidad llegó en 1947, cuando los cortadores de madera llegaron a la ciudad.
En 1951, el gobierno compró Melville Woolen Mill por $ 1.5 millones de dólares. Compró las granjas y casas que estaban en el camino del lago. Los inquilinos trabajadores fueron obligados a marcharse.
El molino fue dinamitado, aunque permaneció su caparazón de cinco pisos. Tomó años para que el agua subiera lo suficiente para cubrir las paredes desmoronadas. A lo largo de varios años, los manantiales naturales, los afluentes y otras fuentes de agua se llenaron donde Oakland Mills estuvo una vez para crear el embalse. El agua desbordó la cresta por primera vez el 6 de febrero de 1956.

## Geografía
La rama norte del río Patapsco es el tributario principal que alimenta el embalse. Otros afluentes incluyen Beaver Run, Keyer's Run, Prugh Run, Morgan Run, Middle Run, Locust Run y Cooks Branch. La longitud del embalse es de 18 km con una longitud de costa en la piscina completa de 131 km. La profundidad promedio es de 18 m con una profundidad máxima de 44 m.

## Actividades
El embalse está abierto a una amplia gama de actividades. Los clientes pueden ir en bicicleta, caminar, pescar, observar aves y relajarse. Las actividades prohibidas incluyen acampar, incendios, natación y consumo de alcohol. Aunque no está permitido, a menudo es muy común encontrar nadadores en el calor del verano. Los oficiales de la policía ambiental de Baltimore ahora están patrullando las tres cuencas hidrográficas de la ciudad. En algún momento, poco antes de finales de 2014, el mirador de la zona turística de la presa fue cercado. Los senderos que rodean el embalse consisten en caminos de acceso a incendios sin pavimentar, que generalmente se mantienen despejados, y muchas millas de vía única. Hay un campo de tiro al norte de la presa que es utilizado por la Policía del Estado de Maryland.